# Zoning Resolution
Eine  Zoning Resolution ist eine Vorschrift im Städtebau der Vereinigten Staaten; unter Zoning wird die Regelung der Flächennutzung in Städten und Gemeinden verstanden. Zu diesem Zweck wird eine Verwaltungseinheit in verschiedene Distrikte (Zoning Districts) unterteilt, für die die Nutzungsarten (z. B. Wohnen, Gewerbe, Industrie), die Bebauungsdichte, Gebäudehöhen, Abstände zur Straße und zu anderen Grundstücken sowie andere Vorgaben (Bereitstellung von Parkplätzen, Freiflächen etc.) in der Zoning Resolution festgelegt sind. Die Zoning Resolution besteht in der Regel aus einer Karte (Zoning Map) und der eigentlichen Verordnung (Zoning Text) und ist rechtsverbindlich. Zoning ist somit grob mit einem Bebauungsplan vergleichbar.
Anders als in vielen europäischen Ländern gibt es in den USA keine verbindlichen, gesamtstaatlichen gesetzlichen Regelungen zur Aufstellung von Flächennutzungs- und Bebauungsplänen. Zoning Resolutions werden in der Regel von den jeweiligen Städten und Gemeinden aufgestellt und unterscheiden sich deshalb von Kommune zu Kommune. Auch hat nicht jede Verwaltungseinheit eine Zoning Resolution, was meistens für kleinere Städte und Gemeinden gilt, aber selbst Metropolen wie Houston, Texas, haben keine formale Zoning Resolution, allerdings oft vergleichbare Regelungen.

## Geschichte
Die erste Zoning Resolution, mit Vorbildcharakter für die gesamten USA, war die Zoning Resolution für New York City aus dem Jahr 1916. Ausgelöst durch das unregulierte Wachstum der Stadt, in der gesundheitsschädliche Industrien neben Wohngebieten entstanden waren, und besonders durch das 1915 eingeweihte 38-stöckige Equitable Building, das keinerlei Rücksicht auf die benachbarten Grundstücke nahm und einen bis zu drei Hektar großen Schatten warf, sah sich die Stadtverwaltung gezwungen, die Flächennutzung zu regulieren.
In der Folgezeit wurde das New Yorker Modell von anderen Städten und Gemeinden übernommen und angepasst, war jedoch zunächst nicht unumstritten. Viele Grundstückseigentümer sahen im Zoning eine Enteignung ohne Kompensation (weil ihre Nutzungsrechte eingeschränkt wurden) und klagten. Erst mit der Entscheidung des U.S. Supreme Courts im Fall Village of Euclid v. Ambler Realty Co. im Jahr 1926 wurde Zoning als rechtlich unumstritten anerkannt.

## Arten des Zonings
Während das klassische Zoning (wegen des Rechtsstreits Village of Euclid v. Amber Realty Co. auch Euclidean Zoning genannt) lediglich die Nutzungsart und die grundlegende Bauform festlegte, gibt es Ansätze, das Zoning als Planungsinstrument zu verfeinern.
Form-based Zoning versucht verstärkt, Design-Elemente in das Zoning aufzunehmen, indem beispielsweise bestimmte Gebäudetypen und Designelement vorgeschrieben werden. Ein Beispiel hierfür ist der Louisville (Kentucky) Land Development Code von 2003.
Incentive Zoning ist ein Ansatz, bestimmte Planungsziele durch Anreize im Zoning zu erreichen. Um erschwinglichen Wohnraum zu schaffen, erhalten in New York City beispielsweise Investoren, die eine bestimmte Prozentzahl von Wohnungen für Bewohner mit niedrigem oder mittlerem Einkommen zur Verfügung stellen, einen Bonus, was die erlaubte Gebäudehöhe und die maximale Geschossfläche angeht.